# Janhaugita
La janhaugita és un mineral de la classe dels silicats, que pertany al grup de la wöhlerita. Rep el seu nom de Jan Haug (1934-1998), un mineralogista aficionat noruec que va participar en la investigació mineralògica sistemàtica de la zona en què es trobà l'espècie.

## Característiques
La janhaugita és un sorosilicat de fórmula química (Na,Ca)₃(Mn2+,Fe2+)₃(Ti,Zr,Nb)₂(Si₂O₇)₂O₂(OH,F)₂. Cristal·litza en el sistema monoclínic. La seva duresa a l'escala de Mohs és 5.
Segons la classificació de Nickel-Strunz, la janhaugita pertany a «09.BE - Estructures de sorosilicats, amb grups Si₂O₇, amb anions addicionals; cations en coordinació octaèdrica [6] i major coordinació» juntament amb els següents minerals: wadsleyita, hennomartinita, lawsonita, noelbensonita, itoigawaïta, ilvaïta, manganilvaïta, suolunita, jaffeïta, fresnoïta, baghdadita, burpalita, cuspidina, hiortdahlita, låvenita, niocalita, normandita, wöhlerita, hiortdahlita I, marianoïta, mosandrita, nacareniobsita-(Ce), götzenita, hainita, rosenbuschita, kochita, dovyrenita, baritolamprofil·lita, ericssonita, lamprofil·lita, ericssonita-2O, seidozerita, nabalamprofil·lita, grenmarita, schüllerita, lileyita, murmanita, epistolita, lomonossovita, vuonnemita, sobolevita, innelita, fosfoinnelita, yoshimuraïta, quadrufita, polifita, bornemanita, xkatulkalita, bafertisita, hejtmanita, bykovaïta, nechelyustovita, delindeïta, bussenita, jinshajiangita, perraultita, surkhobita, karnasurtita-(Ce), perrierita-(Ce), estronciochevkinita, chevkinita-(Ce), poliakovita-(Ce), rengeïta, matsubaraïta, dingdaohengita-(Ce), maoniupingita-(Ce), perrierita-(La), hezuolinita, fersmanita, belkovita, nasonita, kentrolita, melanotekita, til·leyita, kil·lalaïta, stavelotita-(La), biraïta-(Ce), cervandonita-(Ce) i batisivita.

## Formació i jaciments
Va ser descoberta l'any 1981 a Gjerdingselva, Nordmarka, Lunner (Oppland, Noruega), on sol trobar-se associada a altres minerals com: pirofanita, monazita, kupletskita, elpidita, dalyita i aegirina. També ha estat descrita al massís de Khibini, una àrea muntanyenca que es troba a l'óblast de Múrmansk, a Rússia.